# フッチェンロイター
フッチェンロイター（Hutschenreuther）は、ドイツの陶磁器メーカー。
1814年カルル・フッチェンロイターによって創業された。父親が陶磁器の絵付け工場を経営し、もともと絵付けの心得はあったが、陶磁器を原料から作り出すべく、バイエルン地方で白磁の原料となるカオリンを発見し、ここに工房を開く。しかしすでに、バイエルンにはニュルンベルク王立窯が創業されており、政府は王立窯のライバルとなり得る民間企業の存在を認めようとはしなかった。しかしながらフッチェンロイターは、バイエルン王マクシミリアン1世に開窯の意志を情熱をもって懇請し、ようやく政府に認可されたのは8年後の1822年のことだった。
フッチェンロイターは創業以来、伝統を重んじ「人間の手に勝る技術・機械は存在しない」という信念を貫き、数百人の手を経て白磁が完成され、絵付け作業は手作業にこだわっている。

## 代表作
- ブルーオニオン・プレミアム
- アマリエンブルク
- エステール
- パピヨン
- サマードリーム